# مصطفى العكري
العكري مصطفى مغني مغربي من مواليد 1965

## نشأته
درس بجماعة اقدارن الحاجب، والده إدريس والدته فاظمة. تابع دراسته الابتدائية بعين عرمة والإعدادي بالحاجب بإعدادية ابن خلدون والثانوي بثانوية ابن الخطيب وانقطع عن الدراسة سنة 1983 شعبة علوم تجريبية. اشتغل مساعد صيدلي.

## بدايته الفنية
تفجر إبداعه كما تفجرت عين خادم وعين اغبال وعين المدني بالحاجب وبدايته الفنية في إطار الموهبة وعمره لا يتجاوز 11 سنة. سجل حضوره في المناسبات الوطنية والحفلات التي تقام بالمؤسسات التعليمية. وبعد بلوغه السادسة عشرة من عمره كان يعزف على آلة الكمان، ثم تأثر بالفنان محمد رويشة. ولقد أخد المبادئ الأولى لآلة الوتر على الأيادي البيضاء الأستاذ الجليل النباوي صاحب القطعة المشهورة (حفيخ مايريخ اشخ ازين) وللإستاد حوسى قرقيبو لكي يتخلى العكري على آلة الكمان ويسقط في عشق آلة الوتر عندما اشتد عوده احترف الميدان وكون مجموعة صحبة الفنان علا وبناصر بوشطاط وعبد الرحمان وعلي. عبقرية مصطفى العكري جعلته يدرك أن الشعر هو لغة الخلود وصوت البقاء. تظهر عبقريته في اللحن قد اتسعت كل أشكال الشعر وتعامل معاها بقدرة فذة على التذوق الدي دفعه إلى التجديد والابتكار والإبداع ويظهرا جليا في قطعة اوراشنيخ العيب ايمانو.

## أعماله
ومن الاغاني: 
- ياش ثغدرثي
- اعمر اولينو اوا كدان
- ثشمتي اسنخش
- ريخ اندوخ
- اكتاسيخ اوناريخ
- لوقث ثمراي
- ساخ ايولينو
- نك ادسانخ نمبجبار
- اوراشنيخ العيب ايمانو
- اسوري عدل اوغريب.

لقد كان مصطفى العكري أحد فروع شجرة الغناء الأمازيغي بحوض البحر الأبيض المتوسط 

## وفاته
توفى يوم الاثنين 23 يوليوز 2001.